# Céphée (Arcadie)
Pour les articles homonymes, voir Céphée.
Céphée est, dans la mythologie grecque, un roi de la ville de Tégée dans la région d'Arcadie en Grèce. Il participe à l'expédition des Argonautes. Notable pour sa descendance nombreuse, Céphée périt au cours d'une campagne militaire au côté d'Héraclès contre Hippocoon de Sparte.

## Mythe antique

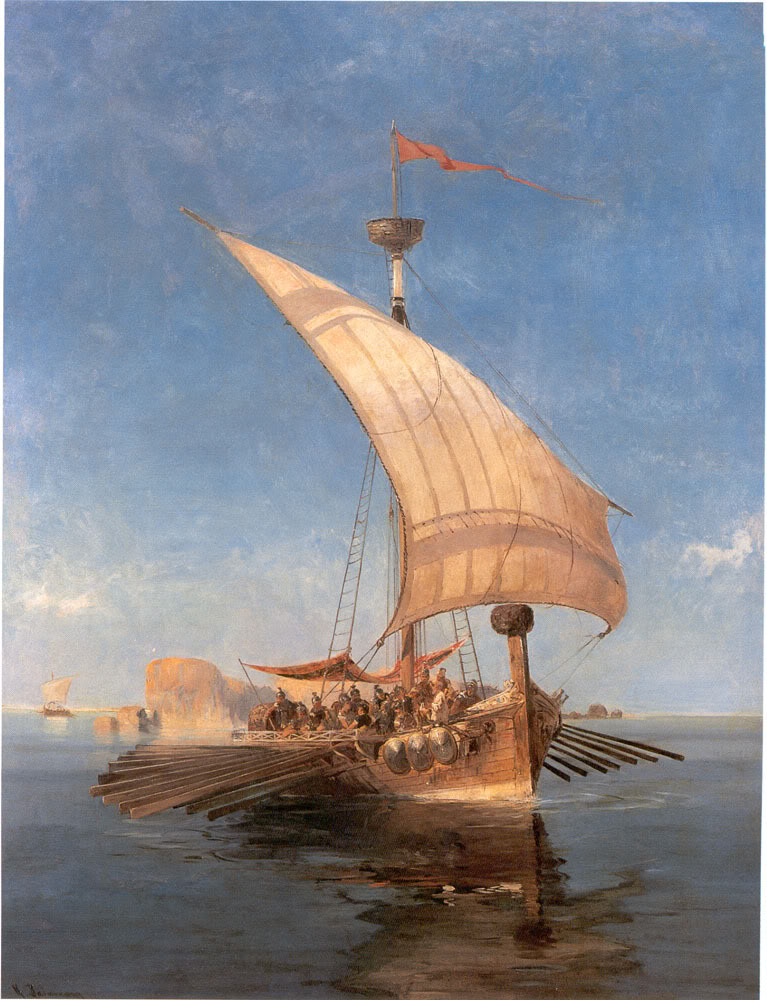
Le Périple des Argonautes, tableau de Constantin Volanakis (XIXe siècle ; collection particulière).

### Ascendance et famille
Il est le fils d'Aléos, auquel il succède sur le trône de la ville, et de Néaïra (dont le nom est parfois francisé en Néère) ou de Cléoboulè. Il a plusieurs frères et sœurs qui varient selon les sources. Deux frères, Lycurgue d'Arcadie et Amphidamas sont mentionnés par Apollonios de Rhodes dans ses Argonautiques où le poète précise que Lycurgue est l'aîné. D'autres sources mentionnent deux sœurs : Augé et Alcidicé.

### Expédition des Argonautes
Céphée et son frère Amphidamas apparaissent parmi les Argonautes en compagnie d'Ancée, le fils de leur frère Lycurgue, dans les Argonautiques d'Apollonios de Rhodes. Céphée est également mentionné parmi les Argonautes dans les autres sources principales dont on dispose sur ce mythe : la Bibliothèque du pseudo-Apollodore, les Fables latine d'Hygin et l'épopée latine des Argonautiques de Valerius Flaccus. En revanche, il n'est pas mentionné par Diodore de Sicile ni par le poète latin Stace.

### Règne et fondations de villes
Céphée succède à son père Aléos sur le trône de Tégée en Arcadie. 
Céphée passe pour être le roi éponyme de la ville de Caphyae (ou Kaphyaï), en Arcadie, au nord-ouest du lac d'Orchomène.
Céphée est aussi le fondateur mythique de la ville de Kyrenia sur l'île de Chypre.

### Descendance
Céphée engendre de nombreux enfants. Le Pseudo-Apollodore, dans sa Bibliothèque, indique qu'il avait vingt fils. L'un de ses fils est nommé Aéropos. Les textes antiques mentionnent parmi sa descendance plusieurs filles dont une appelée Stéropé ou Astéropé, une autre appelée Aéropé et une troisième appelée Antinoé.

### Campagne contre Hippocoon et mort

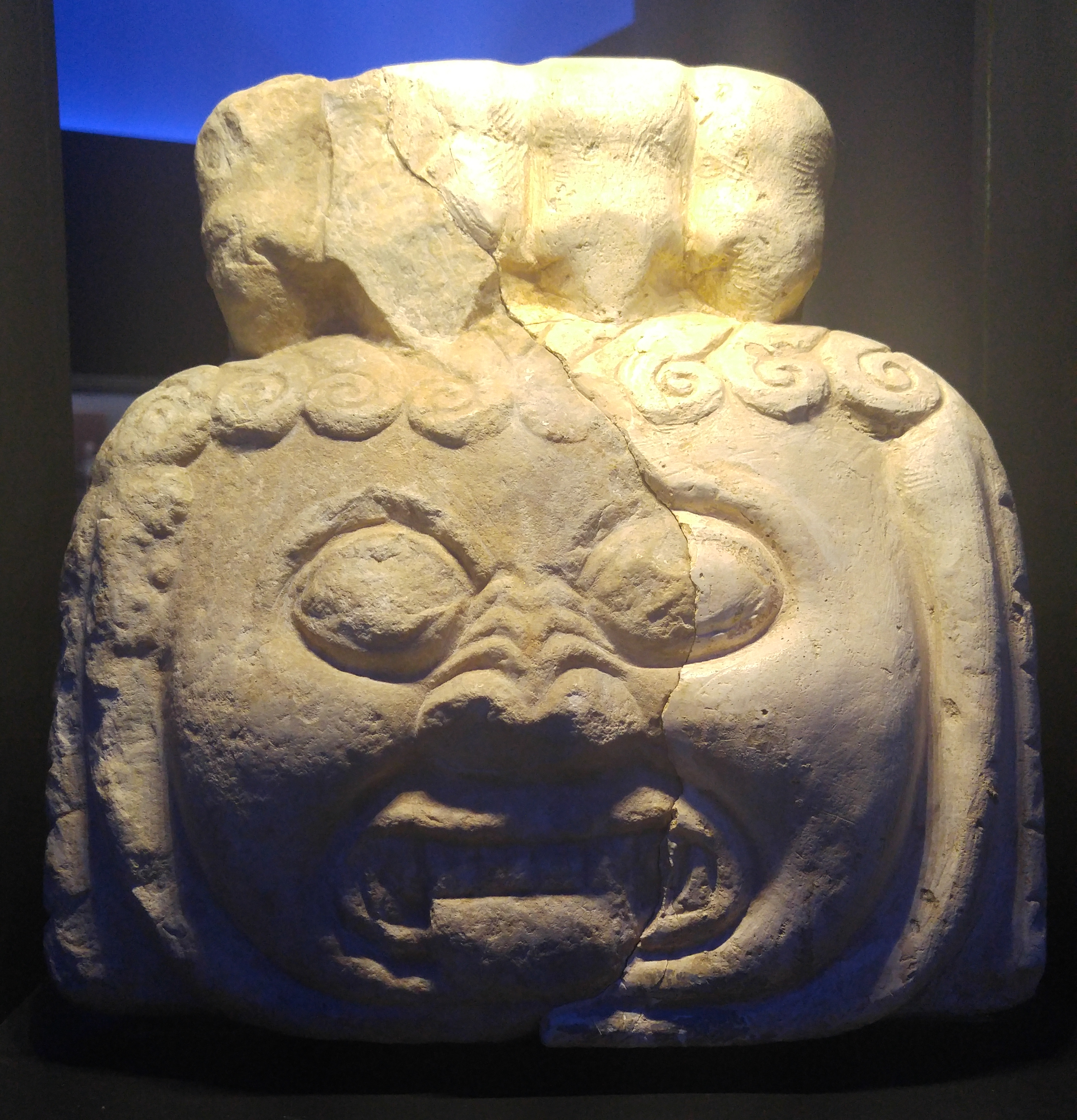
Gorgonéion (visage de Gorgone) retrouvé au village d'Aléa, près de Tégée. Marbre, environ 600 avant J.-C. Musée archéologique de Tégée (Grèce).

Céphée et ses fils se joignent à Héraclès dans sa campagne militaire contre Hippocoon qui a usurpé le trône de Sparte au détriment de Tyndare. Pendant leur absence, Héraclès donne à Stéropé une boucle de la chevelure de la Gorgone Méduse qu'il avait lui-même reçue de la déesse Athéna, afin de protéger Tégée en l'absence des hommes. Selon le Pseudo-Apollodore, Céphée et l'ensemble de ses fils périssent dans la bataille. Diodore de Sicile donne une légère variante, indiquant que Céphée périt mais que seulement dix-sept de ses fils périssent. L'expédition est cependant un succès : Héraclès tue Hippocoon et ses fils et restitue le trône de Sparte à Tyndare.